# Emmenagogo
Il termine emmenagogo (plurale: emmenagoghi) è utilizzato con riferimento a quei principi attivi, farmaci, o rimedi fitoterapici, in grado di stimolare l'afflusso di sangue nell'area pelvica e nell'utero, e, in alcuni casi, di favorire la mestruazione. Principi attivi con tali proprietà possono essere utilizzati nelle cosiddette terapie emmenagoghe, in quei casi in cui il flusso mestruale sia assente o rarefatto per cause diverse dalla gravidanza, come nell'amenorrea o nell'oligomenorrea.
L'etimologia proviene dal greco antico ἐμμήνια (emménia = "nel mese" e quindi "mestruazioni") e ἀγωγός (agogós = che conduce).

## Fitoterapia
Esempi di piante ritenute portatrici di proprietà emmenagoghe sono il lampone, il finocchio, la calendula (Calendula officinalis), la ruta (Ruta graveolens), l'assenzio (Artemisia absinthium), l'artemisia comune (Artemisia vulgaris), il prezzemolo (Petroselinum crispum), l'angelica (Angelica archangelica), la noce moscata (Myristica fragrans), lo zenzero (Zingiber officinale), la camomilla (Matricaria chamomilla), il ginepro sabina (Juniperus sabina) e l'aristolochia (Aristolochia clematitis).